# Protomacha
Protomacha is een geslacht van vlinders van de familie sikkelmotten (Oecophoridae), uit de onderfamilie Oecophorinae.

## Soorten
- P. anthracina Turner, 1917
- P. conservata Meyrick, 1918
- P. consuetella (Walker, 1864)
- P. chalcaspis Meyrick, 1884
- P. ochrochalca Meyrick, 1889
- P. paralia Meyrick, 1913
- P. sosigona Meyrick, 1920
- P. straminea Turner, 1917
- P. zorodes Turner, 1939